# Associação de Voleibol do Montenegro
A Associação de Voleibol do Montenegro  (em montenegrino:Odbojkaški Savez Crne Gore, OSCG) é  uma organização fundada em 2006 que governa a pratica de voleibol de Montenegro, sendo membro da Federação Internacional de Voleibol e da Confederação Européia de Voleibol, a entidade é responsável por  organizar  os campeonatos nacionais de  voleibol masculino e feminino no território..